# Żowta
Żowta (ukr. Жовта, także Жовті Води Żowti Wody, hist. pol. Żółte Wody) – rzeka na Ukrainie o długości 58 km, dopływ Ingulca. 